# Kelurahan Wates (administrativ by i Indonesien, Jawa Tengah, lat -7,01, long 110,32)
Kelurahan Wates är en administrativ by i Indonesien.   Den ligger i provinsen Jawa Tengah, i den västra delen av landet, 400 km öster om huvudstaden Jakarta.